# Робинсон, Джей
Джей Робинсон (англ. Jay Robinson; родился 15 марта 2007) — английский футболист, нападающий клуба «Саутгемптон».

## Клубная карьера
Воспитанник «Саутгемптона». 19 июля 2024 года подписал свой первый профессиональный контракт с клубом. 12 апреля 2025 года дебютировал за основную команду «Саутгемптона», выйдя на замену в матче Премьер-лиги против «Астон Виллы».

## Карьера в сборной
Выступал за сборные Англии до 16, до 17 и до 18 лет.